# Hippariacris latona
Hippariacris latona är en insektsart som först beskrevs av Günther, K. 1940.  Hippariacris latona ingår i släktet Hippariacris och familjen gräshoppor. Inga underarter finns listade i Catalogue of Life.